# Kepler-421b
Kepler-421b es un exoplaneta del tamaño de Urano descubierto en 2014. Es el primer planeta encontrado situado más allá de la línea de congelamiento. Es también el planeta conocido con mayor periodo orbital de los descubiertos mediante el método de tránsito. Orbita la estrella Kepler-421, localizada en la constelación de Lyra.
Solo se han podido registrar dos tránsitos de dicho planeta. Su existencia fue confirmada utilizando análisis estadístico y tránsito astronómico.